# Can Coromines (Cabanelles)
Can Coromines és una masia situada al nord del nucli de Vilademires, a l'oest del municipi de Cabanelles (Alt Empordà), inclosa en l'Inventari del Patrimoni Arquitectònic de Catalunya.

## Descripció
El conjunt està format per la masia, un edifici destinat a pallissa i estables i una petita capella dedicada a la Mare de Déu de la Misericòrdia.
L'edifici principal és de planta rectangular, amb la coberta de dues aigües de teula i distribuït en planta baixa i dos pisos. Presenta dos volums més situats a les façanes laterals, un d'adossat i l'altre aïllat. Davant la façana principal, orientada a migdia, hi ha una gran terrassa o eixida al nivell de la primera planta, que també engloba el perímetre de la façana de ponent. La terrassa està sostinguda per tres grans voltes de mig punt bastides en pedra, tot i que a la façana oest les voltes estan tapiades. Majoritàriament, les obertures són rectangulars i presenten els emmarcaments bastits amb carreus de pedra ben desbastats. Destaca el portal d'accés situat al primer pis, amb la llinda sostinguda per permòdols. Hi ha altres obertures reformades en maons i, al pis superior, badius d'arc rebaixat actualment transformats en finestres.
L'edifici destinat als usos agrícoles també presenta dues plantes d'alçada, teulat de llata per canal i fines obertures de ventilació a manera d'espitlleres.
La petita capella que completa el conjunt és de planta rectangular amb l'absis semicircular, presenta un portal d'accés d'arc de mig punt adovellat amb la data 1596 gravada a la clau i una petita espadanya d'un sol ull a la testera, amb teulada de dues vessants. La construcció presenta els paraments de més llargada arrebossats, mentre que els curts deixen la pedra vista.

## Història
Can Coromines és una edificació del segle xvi amb reformes i ampliacions posteriors. La primera notícia que es documenta correspon al fogatge de 1497, on es fa menció a la família Coromina. A l'Arxiu Diocesà de Girona es conserva la documentació d'un litigi de l'any 1704 contra Silvestre Rerafont sobre la possessió de la capella de la Mare de Déu de la Misericòrdia, que s'inclou dins les terres de Can Coromines.
El maig del 1822, durant la guerra de la Regència d'Urgell, aquest mas i Can Puig foren l'escenari d'un enfrontament entre les forces rebels de Misas i les tropes reialistes del brigadier Esteve Llovera i el comandant Manuel Arango.